# Die Geburt der Tragödie aus dem Geiste der Musik
Die Geburt der Tragödie aus dem Geiste der Musik (en català: El naixement de la tragèdia de l'esperit de la música) és una obra del filòsof alemany Friedrich Wilhem Nietzsche, que la va publicar el 1872, quan tenia 28 anys. Es reedità el 1886, amb el títol El naixement de la tragèdia, o hel·lenisme i pessimisme (Die Geburt der Tragödie, Oder: Griechentum und Pessimismus).
Aquest assaig, un híbrid de filologia i filosofia, s'estén sobre el naixement de la tragèdia àtica, els motius estètics que la inspiraren i les causes de la seua desaparició.

## Projecte
El llibre desenvolupa la tesi que dues grans forces contràries regeixen l'art: la dionisíaca i l'apol·línia. Aquestes dues forces, unides durant un temps en la tragèdia grega, s'haurien tornat a separar pel triomf de la racionalitat amb Eurípides i Sòcrates. Nietzsche esperava trobar la unió del principi dionisíac i l'apol·lini en Wagner, a qui dedica El naixement de la tragèdia:
"Haurem fet molt per la ciència estètica quan hàgem arribat no sols a l'observació lògica, sinó també a la certesa immediata d'aquesta posició segons la qual l'evolució de l'art està vinculat a la dualitat del principi dionisíac i l'apol·lini: de la mateixa manera que la dualitat de sexes genera vida enmig de lluites contínues i només amb acostaments periòdics.»

## Gènesi i composició
El naixement de la tragèdia formava part d'un projecte més ampli, començat cap al març del 1870, un projecte de recerca sobre l'antiga civilització grega, considerat, seguint Frederick Schlegel, en conjunt.
Els materials utilitzats, però, se'n remunten més enllà perquè les reflexions de Nietzsche sobre el teatre i la música es troben en els fragments pòstums del 1869. Durant la redacció, destacaren textos com L'estat entre els grecs, Sòcrates i la tragèdia (que correspon als capítols 8 al 15) i La visió dionisíaca del món. Drama musical grec i Sòcrates i la tragèdia esdevindran conferències impartides el 18 de gener i l'11 de febrer del 1870 a Basilea.
L'assaig fou objecte d'un primer esborrany el febrer del 1871 i d'un segon al març del mateix any. Els darrers capítols s'hi afegiren al voltant de novembre i desembre del mateix any. El text final consta d'una dedicatòria a Richard Wagner i 25 capítols. Es publicà el desembre del 1871 (però la portada està datada amb el 1872) per E. W. Fritzsch a Leipzig, amb el títol El naixement de la tragèdia des de l'esperit de la música. Una segona edició, preparada el 1874, la publicà el 1878 un altre editor, Ernst Schmeitzner.
A l'edició del 1886 s'afegí un Assaig sobre l'autocrítica, en què Nietzsche destaca el caràcter prematur i maldestre de la seua primera obra, i el subtítol d'aquesta edició esdevingué Hel·lenisme i pessimisme.

## Títol i subtítol
El títol de l'obra juga amb el doble sentit del terme tragèdia. D'una banda, la tragèdia fa referència al gènere literari la genealogia del qual proposa Nietzsche. D'altra banda, la tragèdia es refereix a "al drama provocat per la seua desaparició".
Quan l'obra es reedità el 1886, Nietzsche va canviar el primer subtítol, "Des de l'esperit de la música", per "Hel·lenisme i pessimisme". Aquest nou subtítol pretén centrar-se en la qüestió central d'El naixement de la tragèdia, és a dir, com els grecs arriben a superar el sentiment que la vida no paga la pena de viure's.

## Temes principals
El mateix Nietzsche assenyalà, en Assaig sobre l'autocrítica, el caràcter "impossible" de la seua obra, i els comentaristes han destacat posteriorment la seva obscuritat i la dificultat de derivar-ne una organització precisa.
Nietzsche, però, exposà els principals temes i preguntes que s'hi plantejaven: els grecs, que clàssicament són vists com un poble feliç i seré, necessitaven la tragèdia, i la mateixa sobreabundància de la seua força vital sembla intrínsecament lligada a un pessimisme que aquesta tragèdia revela en forma de recerca dels fets terribles, de necessitat de les coses horribles. Llavors, Nietzsche es fa aquestes preguntes: per què aquest art grec, per què la tragèdia? i què és l'esperit dionisíac?
Segons Aaron Ridley, aquests temes tractats per Nietzsche en El naixement de la tragèdia estan disposats de manera concèntrica: al bell mig hi ha la individualitat de l'ésser humà, la seua existència separada, que és una il·lusió apol·línia. Aquesta il·lusió es revela en la tragèdia, en què s'uneixen les forces estètiques apol·línies i dionisíaques. Amb la tragèdia, l'individu es troba confrontat amb el pensament tràgic que és al cor de la seua existència.

### L'origen musical de la tragèdia
Per a Nietzsche, la tragèdia s'origina en la música i s'hi comprén veritablement. Reprenent la idea de Schopenhauer que la música és una afirmació de la vida, una expressió d'una voluntat de viure universal i primitiva. L'autor fa nàixer l'art dramàtic a partir de les cançons primàries en honor a Dionís.
En una carta a Georg Brandes datada del 27 de març del 1888, Nietzsche insisteix explícitament que sense la música, la vida mateixa no seria més que un "error".
El grec, en la seua processó dionisíaca, en la seua dansa pagana, desperta les forces de la natura i les sotmet al poder harmonitzador del cor. El cant del cor és el fonament de la tragèdia, és una suma d'individus que són un de sol i canten la plenitud. D'ell sorgeixen els personatges que coneixem entre els autors tràgics clàssics (Èsquil, Sòfocles i Eurípides): primer Dionís, després els herois i altres déus presents en els poemes homèrics.

### Pensament tràgic
Aquesta concepció del teatre antic permet a Nietzsche acostar-se a un tema que li agrada: el pensament tràgic.
L'esperit tràgic es podria concebre com una acceptació del món tal com és en la seua presència immediata i la seua aspror, sense esperar un "més enllà". És el gaudi dels plaers terrenals i l'acceptació dels mals que els acompanyen: els drames de la vida de l'individu es viuen amb humilitat i estoïcisme. No serveix de res buscar un ideal, una condició de vida perfecta que siga un model; hem de rebre la vida en la seua plenitud com un animal. Nietzsche afirma que aquest esperit tràgic que sorgeix de la tragèdia continua en els dos primers autors tràgics clàssics grecs, Èsquil i Sòfocles, però que està irremeiablement afeblit en el tercer, Eurípides.

### La mort del pensament tràgic i l'adveniment del nihilisme
Nietzsche opina que Eurípides és el principal responsable de la mort de la filosofia tràgica, ja que és el primer que trenca amb el pessimisme. El pessimisme es defineix ací com un respecte fonamental per aquest atordiment que se sent enfront dels misteris i dolors del món. En Eurípides, simplement apareix l'optimisme: una actitud envers el món que estableix un ideal i que s'instal·larà en la ment dels futurs pobles. La tragèdia d'Eurípides sembla rebutjar l'espectador de l'escena i el situa en una posició crítica respecte al que està passant al seu davant. S'"il·lumina", és a dir, els personatges se li apareixen com portadors d'idees que podrà analitzar i jutjar més que no pas apreciar en una relació plena i simplement estètica.
És per aquesta observació que l'assaig de Nietzsche va més enllà del simple camp de l'estètica, perquè Eurípides és per a la tragèdia allò que Sòcrates és per a la filosofia: un revolucionari que escampa les idees modernes. Crític de la realitat en la seua simple aparença sensible i estètica, Sòcrates és l'enverinador de la filosofia i de la vida tràgica. Sembra un positivisme en les seues idees que el converteix en el pare del racionalisme.
Les societats actuals són hereves de Sòcrates i del seu deixeble, Plató (però la relació amb la dimensió dionisíaca en els diàlegs de Plató continuarà sent ambivalent. Això és així perquè Plató hauria cremat, segons la llegenda, les seues tragèdies juvenils per a ser alumne de Sòcrates). Han perdut aquesta tràgica relació amb el món i sembla que busquen una veritat que s'amaga més enllà de les coses i que es puga assolir, hòmens que cerquen un ideal, una moralitat. Dionís s'ha adormit i Apol·lo lluu només per a les "idees", quimeres que ens allunyen de la vida. És l'adveniment entre la gent del que Nietzsche anomenarà nihilisme.

### Dionís i Apol·lo: dues forces fonamentals
La tesi principal de l'assaig és que l'art es fonamenta en dues nocions que la Grècia dels períodes arcaic i clàssic va saber barrejar amb el geni més gran. Aquestes dues nocions corresponen a dues pulsions fonamentals i les simbolitzen dos déus grecs: Dionís i Apol·lo.

#### Apol·lo
Apol·lo representa el somni, la interpretació, l'oracle, la desdoblament del món, el do del sentit, la canalització i la conformació de les forces de la natura.
"…l'art plàstic, l'apol·lini; i l'art no plàstic de la música, el de Dionís..."
Apol·lo, el déu que sedueix, és, d'acord amb Nietzsche un déu de la mirada, de la visió i de l'aparença: ens mostra un món bell lluny del sofriment, el món dels déus de l'Olimp.
En Homer, per contra, tot resta en primer pla: des dels epítets i els colors fins a l'exactitud i la regularitat de l'hexàmetre dactílic.
Apol·lo naix i és venerat a Delos: Delos significa claredat, lluminositat sota la mirada del déu i dels humans. Claredat en el pensament també.
Apol·lo prefigura la noció de veritat clara i diferent en la filosofia occidental; com ara: per a dur la seua raó cap a la veritat, Descartes decideix "no entendre res més en [els seus] judicis que allò que es presentàs tan clarament i tan distintivament a [la seua] ment, [que no tindria] ocasió de dubtar-ne". (Discurs del mètode, 2 part).
Apol·lo és el déu de la claredat i la nitidesa de la visió i el coneixement. La idea de claredat es relaciona amb el problema de la definició: per a definir una cosa, he de saber què és, per tant, he de veure-la (en grec: veig = orô, ho sé perquè ho he vist = oïda).
La seua illa, Delos la Clara, no és enlluernadora: ho podem veure clarament. Dia i nit. Claredat dels epítets homèrics. Principi d'individuació.
Aquestes característiques es troben en la manera com els grecs miren el seu paisatge: perquè ací és on la paraula definir pren el seu significat. "Els perfils, la línia que l'ull perd, torna a trobar i perd: no són ones: sinó massa primes. La precisió de les distàncies. Horizô ('tancar', 'delimitar' o 'definir' en grec, ve de a Horos = 'muntanya'), en català horitzó, que "determina i tanca": perfecció tancada no infinita: el Partenó, no la Catedral." Fontoynont, en Vocabulari grec, pàg. 71, Apol·lo és el déu de "Coneix-te a tu mateix", inscrit al frontó del temple de Delfos. La seua moralitat: "Res que siga massa".
L'escultura, diu Nietzsche, es diferencia de l'art dramàtic perquè és d'essència apol·línia, ja que consisteix en una conformació, una obra i una reflexió sobre la matèria.

#### Dionís
Dionís (encara un déu menor en l'època de la Ilíada, VII abans de la nostra era): déu dels arbustos i vinyes. Dionís prové d'Àsia. Arriba a Grècia i es troba amb Apol·lo.
"De fet, l'estat i l'art dels doris em semblen explicables només com una fortalesa avançada de l'esperit apol·lini...»
Els espartans, que són doris, tenien un estat molt dur, quasi totalitari, en què l'exèrcit era tan gran que els hòmens s'endurien contínuament, des de molt joves, per fer-los soldats. Es parla d'una educació espartana. 300 espartans lluitaren fins a la mort contra els medes, que en aquella època dominaven l'Orient Mitjà i part d'Àsia, mentre intentaven entrar pel pas de les Termòpiles l'any 480 abans de la nostra era.
"...i l'art no plàstic de la música, el de Dionís...»
Dionís representa l'instint primitiu, l'embriaguesa amb què s'expressen les forces de la natura, el vincle carnal amb la terra, la sensació de ser un amb el món i l'U primigeni. Tot fonamentant l'art en aquestes dues maneres primitives, Friedrich Nietzsche argumenta que la tragèdia, açò és, l'art dramàtic, sorgeix a partir de les Dionísies, aquestes festes paganes en honor al déu en què la natura se celebrava per la sacralització del vi i els seus efectes. Originàriament era només una gran dansa, que es pot trobar en els pobles que encara fan servir el xamanisme.
"En primer lloc, per entendre'ls millor, imaginem aquests dos instints com els dos mons estètics diferents del somni i l'embriaguesa...
Davant el sofriment del món, Dionís no mostra pas un món bell, reconeix que el sofriment és real.
Llavors, a poc a poc, els poetes que transmetien l'obra d'Homer s'hi van introduir i, així, aparegueren representacions de personatges: primer Dionís, després els personatges de la Ilíada i l'Odissea. Altres maneres d'art, diu Nietzsche, no tenen aquesta ambivalència perfecta que té l'art dramàtic. La música és més dionisíaca i no és altra cosa que la màxima expressió del món en la totalitat, més concretament del món en si mateix (la "voluntat " en la metafísica de Schopenhauer) i no en té cap model.

## Les fonts
Tot i que el llibre conté molt poques referències, la documentació de Nietzsche és considerable, com ho demostra la llista d'obres consultades per Nietzsche a la biblioteca de Basilea. Segons Charles Andler, El naixement de la tragèdia es pot veure com una cristal·lització de la filologia alemanya, perquè les idees que s'hi  desenvolupen foren si fa no fa formulades abans de Nietzsche per Friedrich Schlegel, Creuzer, Anselm Feuerbach, Karl Otfried Müller, Welcker i Johan Jakob Bachofen.

## Acollida del text
El naixement de la tragèdia va vendre 625 còpies entre gener del 1872 i l'1 d'agost del 1878, data de la segona edició.
Les reaccions davant la publicació d'El naixement de la tragèdia foren molt variades. Per a Nietzsche, però, el resultat en fou la ruïna de la seua reputació acadèmica.
Franz Liszt retragué a Nietzsche no entendre gaire d'hel·lenisme. El professor Ritschl va romandre en silenci, llavors, davant la insistència de Nietzsche, i en acabant li va respondre negant-se a jutjar la qualitat filosòfica de l'obra, i rebutjà les tesis del seu alumne sobre art i ciència. A Erwin Rohde se li va negar el permís per publicar-ne un informe.
Va començar-hi un moviment d'oposició: Usener declarà que Nietzsche estava acabat per a la ciència i un jove filòleg, Ulrich von Wilamowitz-Moellendorff, esdevingué el líder de la crítica, mentre que Richard Wagner, veient en l'obra de Nietzsche una anàlisi d'acord amb les seues idees estètiques, li va adreçar una carta oberta.
Segons Karol Szymanowski: "El caràcter historiosòfic de l'obra de Wagner també trobà la seua expressió dialèctica en El naixement de la tragèdia de Nietzsche, que també esdevingué (per a la posterior molèstia del mateix autor) l'evangeli de la ideologia artística alemanya a la fi del segle XIX".
Segons Charles Andler, les crítiques de Wilamowitz-Moellendorff foren encertades quan denuncia l'ús de les doctrines alemanyes del segle xix (la de Wagner sobre la música, la de Schopenhauer sobre la voluntat) per a entendre el teatre i la música grecs. A més, l'associació d'Eurípides i Sòcrates fou una especulació basada en una anècdota que no en confirmava res.